# 眼球破裂
眼球破裂（がんきゅうはれつ、globe rupture）とは、角膜や強膜の損傷に起因する眼外傷の1種であり、何らかの原因で眼球の構造が破壊された状態である。

## 概要
交通外傷や喧嘩、労務災害、天災、スポーツなどによって眼球に強い力がかかることにより、眼球が物理的に損傷し、強膜が裂けて破裂する。広義には異物の穿入によって強膜や角膜に穿孔が発生することを含める。虹彩、毛様体、脈絡膜、水晶体等といった眼内構造物が外部に露出することもある。損傷の程度にも寄るが、視力は大きく損なわれ放置すれば失明する。感染性眼内炎を併発しやすく緊急手術が必要となる。眼球の機能損失を最小限度にとどめるためにも緊急手術が必要となる。

## 治療
初期対応としては、損傷部位の洗浄は行わない方が良いとされる。角膜部分での破裂の場合で、損傷孔が小さい場合は治療用のコンタクトレンズを装用し保存的加療をすることもあるものの、損傷孔が大きな場合や強膜部の損傷の場合は縫合が必要となる。また、必要に応じて硝子体手術や網膜へのレーザー焼却術、水晶体の眼内レンズ置換術、異物除去術などが同時に実施される。術前術後の感染症のコントロールも重要である。損傷が高度な場合は、失明になり義眼と交換しなければならなくなる。

## 交感性眼炎
受傷後、1か月程度経過してから、非受傷側の健側眼球に交感性眼炎（Sympathetic Ophthalmia）と呼ばれる炎症が起こることがある。病態としては原田病と全く同じことが起こる。ぶどう膜に対する自己免疫機序が関与しており、ステロイドホルモン製剤の大量投与を行うことで対処する。なお、ステロイド大量投与療法が著効すると知られる前は、予防的に非受傷側の健側眼球も摘出することもあった。